# Gardner, Wisconsin
Gardner là một thị trấn thuộc quận Door, tiểu bang Wisconsin, Hoa Kỳ. Năm 2010, dân số của thị trấn này là 1.163 người.